# The Journal of Parasitology
The Journal of Parasitology ist eine von der American Society of Parasitologists herausgegebene und von der Allen Press in Lawrence, Kansas verlegte parasitologische Fachzeitschrift. Sie wurde von dem US-amerikanischen Parasitologen Henry Baldwin Ward gegründet und erscheint seit 1914.

## Inhalt
Das Journal of Parasitology ist die Zeitschrift der American Society of Parasitologists (ASP). Sie veröffentlicht eigenen Angaben zufolge wissenschaftliche Beiträge über Würmer, Protozoen und andere parasitäre Organismen und richtet sich an Wissenschaftler in den Bereichen Mikrobiologie, Immunologie, Veterinärmedizin, Pathologie und Public Health. Die Zeitschrift veröffentlicht originäre Forschung, Kurzmitteilungen, Mitteilungen der ASP und Buchbesprechungen. Die Beiträge werden einem Peer-Review unterzogen und fortlaufend online veröffentlicht. Zum Jahresende erscheinen sie in einem gedruckten Jahresband.

## Geschichte
Um die Jahrhundertwende wurde in den Vereinigten Staaten durch Forscher wie Joseph Leidy, Charles W. Stiles, Charles Atwood Kofoid und Henry Baldwin Ward die US-amerikanische Parasitologie begründet. Der jungen Disziplin fehlte es an einem Medium zur Veröffentlichung von Forschungsergebnissen und zum fachlichen Austausch unter Kollegen. The Journal of Parasitology, mit dem Untertitel „Devoted to Medical Zoology“ (deutsch: „der medizinischen Zoologie gewidmet“) wurde von Ward als vierteljährlich erscheinende Zeitschrift gegründet und erschien erstmals im September 1914. Möglicherweise nahm Ward die Erfahrungen aus seinem Studium bei Rudolf Leuckart in Leipzig oder die Gründung der Zeitschrift Parasitology durch George Henry Falkiner Nuttall in Cambridge als Anregung für die Gründung der eigenen Zeitschrift.
Während der ersten Jahre des Bestehens wurde The Journal of Parasitology nicht nur mit zahlreichen Beiträgen aus dem Ausland versorgt, sondern hatte ungeachtet der kriegsbedingten Einschränkungen zeitweise mehr ausländische als US-amerikanische Abonnenten. Die Zeitschrift wurde zunächst durch mehrere Körperschaften, überwiegend Universitäten, finanziell unterstützt, die jeweils einen Parasitologen in das Herausgeberkollegium entsandten: Franklin D. Barker (University of Nebraska), Charles F. Craig (Medical Corps der U. S. Army), William B. Herms (University of California), Brayton H. Ransom (U. S. Bureau of Animal Industry), William A. Riley (Cornell University), Allen J. Smith (University of Pennsylvania), John W. Scott (University of Wyoming), Charles W. Stiles (United States Public Health Service), Richard P. Strong (Harvard University) und John L. Todd (McGill University). Bereits ab der zweiten Ausgabe im Dezember 1914 wurden die Proceedings der Helminthological Society of Washington im Journal of Parasitology veröffentlicht. Zuvor waren sie in der Fachzeitschrift Science erschienen, und erst ab 1934 wurden sie als eigenständige Zeitschrift herausgegeben.
Während der ersten zehn Jahre des Bestehens der Zeitschrift nahm die Parasitologie in den Vereinigten Staaten und der übrigen Welt einen starken Aufschwung. Am 30. Dezember 1924 trafen sich in Washington, D.C. am Rande der Winterkonferenz der American Association for the Advancement of Science 32 Parasitologen zur Gründungsversammlung der American Society of Parasitologists (ASP). Von Anfang an bestand eine enge Verbindung zwischen der ASP und dem Journal of Parasitology. Von den elf führenden Mitgliedern der ASP waren fünf auch Mitglieder des Herausgeberkollegiums. In den folgenden Jahren strebte die ASP die Herausgabe einer eigenen Zeitschrift und zu diesem Zweck die Übernahme des Journal of Parasitology an. Henry Baldwin Ward wurde später zugeschrieben, er habe die Übernahme der Zeitschrift als einen feindseligen Akt betrachtet. Tatsächlich war er als Herausgeber und Eigentümer der Zeitschrift grundsätzlich dazu bereit, zögerte aber angesichts der geringen Mitgliederzahl und der ungesicherten wirtschaftlichen Zukunft der ASP. Die Verhandlungen zogen sich über acht Jahre hin. Im Mai 1932 hatte die Gesellschaft etwa 550 Mitglieder, die überwiegend eine Übernahme befürworteten. Im folgenden Monat wurde das Journal of Parasitology an die American Society of Parasitologists übertragen, Henry Baldwin Ward trat als Herausgeber zurück. Er erhielt umgehend einen Sitz im neuen Herausgeberkollegium, den er allerdings nur für ein Jahr behielt. Die ASP beschloss, dass der Titel des Journal of Parasitology stets den Hinweis auf die Gründung durch Henry Baldwin Ward enthalten werde.
Die folgenden Jahrzehnte waren nicht nur von der Weltwirtschaftskrise, dem Zweiten Weltkrieg und den Kriegen in Korea und Vietnam überschattet, sondern brachten der Parasitologie einen starken Aufschwung. Innerhalb der Vereinigten Staaten konnten Infektionen mit Hakenwürmern und die Malaria erfolgreich zurückgedrängt werden, aber die Präsenz US-amerikanischer Truppen auf den Kriegsschauplätzen in Übersee und der zunehmende internationale Handel und Reiseverkehr brachten neue Herausforderungen. Anfang der 1960er Jahre wurde der Umfang der Zeitschrift deutlich erweitert. Band 45 von 1959 hatte noch 683 Seiten Umfang, im folgenden Jahr waren es 913 Seiten und 1961 schon 1041 Seiten. 1962 wurde der Verlag gewechselt, statt der Business Press in Lancaster, Pennsylvania verlegte nun die Allen Press in Lawrence, Kansas das Journal of Parasitology. Der Schwerpunkt der Veröffentlichungen verschob sich zunehmend hin zu modernen Themen wie der Phylogenetik, Molekularbiologie und Ökologie. Darüber hinaus gewannen die Emerging Infectious Diseases von Menschen, Haustieren und Nutzpflanzen ebenso an Raum wie die biologische Schädlingsbekämpfung.

## Indizes und Supplemente
Bei zwei Gelegenheiten erschienen umfangreiche Indizes. Die ersten 25 Jahrgänge wurden 1941 erschlossen. Der Index verzeichnet die Beiträge nach Autoren, Themen und Wirten, mit einem Anhang der veröffentlichten Erstbeschreibungen. Der zweite Index erschien 1960 und erfasst die Jahrgänge von 1940 bis 1959. Der Aufbau ist der gleiche wie der des ersten Index, nun mit mehr als 16.000 Einträgen. Der Anhang zur Taxonomie enthielt Angaben über zahlreiche neu beschriebene Gattungen, Arten, Unterarten und neue Kombinationen.
Zu jedem Jahresband erschien bis 1966 regelmäßig und bis 1984 unregelmäßig ein Supplement, das neben internen Mitteilungen der American Society of Parasitologists das Programm und die Abstracts der jährlichen Mitgliederversammlung und gelegentlich ein Mitgliederverzeichnis enthielt. Von besonderer Bedeutung waren dabei die Portraits of Parasitologists, Kurzbiographien bedeutender Parasitologen einschließlich sämtlicher früherer Präsidenten der ASP.

## Gestaltung
Die ersten vierzig Jahrgänge des Journal of Parasitology erschienen in einem schlichten grauen Cover mit schwarzer Schrift. 1955 wurde die Schriftfarbe in Grün geändert. Im Februar 1960 erschien erstmals das Siegel der American Society of Parasitologists auf dem Cover, und im Februar 1961 wurde das einspaltige Layout der Seiten in ein zweispaltiges geändert. Im Februar 1962 kam es zu einer deutlichen Modernisierung des äußeren Erscheinungsbilds, mit einem gelben Cover, einem überarbeiteten Siegel als Titelgrafik, den Namen aller Herausgeber auf dem Titel und einem modernen Layout.
Erst 1979 wurden die Beiträge einer Ausgabe in eine thematische Ordnung gebracht, mit Rubriken wie Immunologie, Biochemie, Taxonomie oder Forschungsberichten. Gravierender waren die Auswirkungen der 1980 veröffentlichten Richtlinien für die Autoren, die im Kern bis heute gültig sind und das Erscheinungsbild der Zeitschrift beeinflussen. 1994 wurde die Zahl der Themenbereiche auf 14 erhöht, und für jeden ein eigener Sparten-Herausgeber bestimmt. 1995 wurde das Format von den 7 × 10 Zoll der ersten Nummer auf 8,5 × 11 Zoll geändert. Damit konnten die Abbildungen im Heft größer dargestellt und die Herstellungskosten deutlich gesenkt werden. Darüber hinaus erfolgte eine Neugestaltung des Umschlags. Das Siegel der American Society of Parasitologists wanderte auf den hinteren Umschlag, und auf dem Cover wurden nur noch Angaben wie der Titel, der Jahrgang, die Nummer des Bandes und die Liste der Herausgeber angeführt. Bis zum Jahr 1996, als letztmals ein maschinengeschriebenes Manuskript angenommen wurde, konnte die Zeitschrift vollständig auf die digitale Produktion umgestellt werden. 2001 erschien erstmals ein Titelfoto auf dem Cover.

## Herausgeber
- Henry Baldwin Ward (1914–1932, Bände 1–18)
- William W. Cort (1932–1937 und 1948, Bände 19–23 und 34)
- Norman R. Stoll (1938–1943, Bände 24–29)
- Horace W. Stunkard (1944–1947 und 1949–1953, Bände 30–33 und 35–39)
- George R. La Rue (1954–1955, Bände 40–41)
- Leon Jacobs (1956–1958, Bände 42–44)
- Elery R. Becker (1959–1961, Bände 45–47)
- Justus F. Mueller (1962–1978, Bände 48–64)
- Austin J. MacInnis (1979–1983, Band 65–69)
- David F. Metrick (1984–1987, Bände 70–73)
- Sherwin Desser (1988, Band 74)
- Brent B. Nickol (1989–1993, Bände 75–79)
- Gerald Esch (1994–2012, Bände 80–98)
- Michael V. K. Sukhdeo (2013–2017, Bände 99–103)
- Richard E. Clopton (2018-, Bände 104-)

## Weiterführende Literatur
- John Janovy und Gerald W. Esch: A Century of Parasitology: Discoveries, ideas and lessons learned by scientists who published in the Journal of Parastiology, 1914 – 2014, 2016, John Wiley & Sons. ISBN 9781118884799 (Online), 9781118884768 (Gedruckt)

doi:10.1002/9781118884799